# Lilli Wislicenus-Finzelberg
Lilli Wislicenus-Finzelberg, de son vrai nom Elisabeth Emma Charlotte Finzelberg (né le 5 novembre 1872 à Andernach, mort le 14 décembre 1939 à Berlin) est un sculpteur allemand.

## Biographie
Lilli Finzelberg est la deuxième fille de Hermann Finzelberg, un chimiste de la société Schering. Elle quitte Andernach à neuf ans et vit jusqu'à ses quinze ans chez son oncle, le peintre Hermann Wislicenus, à Düsseldorf.
Elle étudie la sculpture à l'université technique de Berlin auprès d'Otto Geyer et Adolf Jahn (de). Grâce à son père, elle fait la connaissance d'Otto von Bismarck dont elle fait le buste.
En 1896, elle épouse son cousin, le peintre Hans Wislicenus. Elle signe désormais "Lilli Wislicenus-Finzelberg". Le couple a un enfant, Hans Hermann Wislicenus, qui prendra comme nom d'artiste Jean Visly.
Lilli et Hans Wislicenus meurent en décembre 1939, à un jour d'écart. Ils sont enterrés au cimetière de Wilmersdorf. La tombe familiale est décorée par une sculpture de femme en deuil créée par Lilli Wislicenus-Finzelberg en 1910.

### Source de la traduction
- (de) Cet article est partiellement ou en totalité issu de l’article de Wikipédia en allemand intitulé « Lilli Wislicenus-Finzelberg » (voir la liste des auteurs).